# Institut Weierstrass d'analyse appliquée et de stochastique
L'Institut Weierstrass d'analyse appliquée et de stochastique (en allemand Weierstraß-Institut für Angewandte Analysis und Stochastik, abrégé en  WIAS) est un institut de recherche supporté par le Forschungsverbund Berlin (de) et membre de la Leibniz-Gemeinschaft. L'institut effectue de la recherche fondamentale dans les domaines des mathématiques appliquées et de la stochastique.
L'institut a son siège à Berlin-Mitte ; depuis février 2011 l'Union mathématique internationale (IMU) a son siège et son secrétariat dans le WIAS.

## Histoire
L'institut est issu du Karl-Weierstraß-Institut für Mathematik de l'ancienne Académie des sciences de la RDA. Sur recommandation du Wissenschaftsrat, l'institut a été refondé le 1er janvier 1992.
L'institut porte le nom du mathématicien berlinois Karl Weierstrass qui, de 1856 à sa mort, a travaillé à Berlin et a contribué à la théorie des fonctions complexes et aux fondements de l'analyse.

## Missions
Le WIAS a pour mission de mener des recherches orientées vers des projets en mathématiques appliquées, en particulier en analyse appliquée  et en stochastique appliquée. Les activités de recherche s'orientent à partir de situations d'application concrètes et sont confirmées par la coopération avec des institutions scientifiques et des entreprises. Elles recouvrent tout le spectre de la résolution de problèmes, du modèle mathématique et de l'analyse mathématique et théorique des modèles au développement d'algorithmes et à la simulation numérique de processus technologiques.
La recherche se concentre sur les principaux thèmes suivants :
- nanoélectronique et optoélectronique,
- Optimisation et contrôle en technique et économie,
- Modélisation de matières,
- Fluides et transport,
- Conversion, stockage et distribution de l'énergie,
- Biomédecine quantitative.

Dans le cadre de ces thèmes principaux, des questions pour le développement futur de technologies clés font l'objet d'études, comme par exemple la science des matériaux, l'ingénierie de production, la technologie médicale ainsi que pour des applications dans l'industrie, comme la finance ou le marché de l’énergie.

## Coopérations

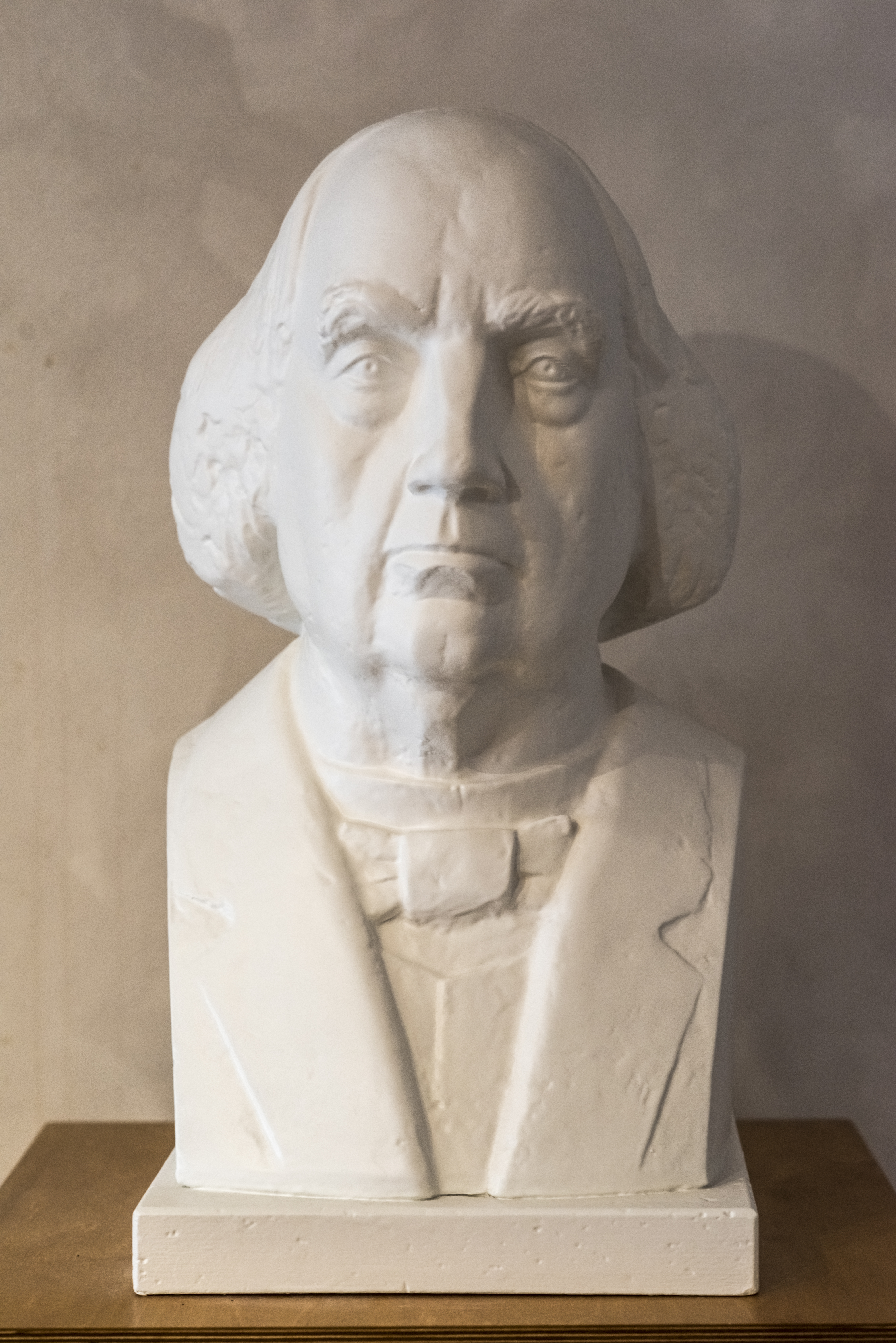
Le buste de Weierstrass dans l'amphithéâtre Erhard Schmidt de l'Institut.

Le WIAS coopère étroitement avec des institutions universitaires et non universitaires et participe à de nombreux projets de recherche communs pour lesquels des fonds supplémentaires sont collectés par le cadre de procédures concurrentielles (par exemple auprès de la Fondation allemande pour la recherche ou la Commission européenne).
Des relations constantes sont entretenues avec les trois universités berlinoises : université Humboldt de Berlin, université technique de Berlin et université libre de Berlin, à travers d'accords de coopération et de six nominations communes à des postes universitaires réalisées sur la base de ces accords.
Au sein de la Leibniz-Gemeinschaft, la WIAS coordonne le réseau Leibniz Mathematische Modellierung und Simulation (modélisation mathématique et simulation), auquel participent environ 25 des instituts Leibniz.

## Article lié
- Universités et instituts de recherches à Berlin (de)